# Lisa Goldstein (actrice)
Pour les articles homonymes, voir Lisa Goldstein et Goldstein.
Lisa Erin Goldstein-Kirsch est une actrice américaine née le 30 juillet 1981  à Long Island, dans le Queens, aux États-Unis.
Elle est notamment connue pour son rôle de Millicent Huxtable dans la série télévisée Les Frères Scott.

## Biographie
Lisa est née le 30 juillet 1981, à Long Island (New York). Peu après sa naissance, ses parents déménagent à Londres, en Angleterre. Ils y vivent pendant 4 ans jusqu'à ce que la petite famille retourne à New York.
Après être sortie diplômée de l'université Elon en Caroline du Nord en 2003, Lisa Goldstein obtient des rôles dans différentes comédies musicales de la région, dont Smokey Joe's Cafe, Victor Victoria et Anything Goes. Début 2007, Lisa Goldstein signe un contrat avec Walt Disney World à Orlando (Floride), elle interprète Belle dans l'adaptation musicale de La Belle Et La Bête, et joue aussi dans l'adaptation musicale du Monde De Nemo.
De 2008 à 2012, elle tient le rôle de Millicent Huxtable, l'assistante de Brooke ainsi que la petite-amie de Micro, dans la série Les Frères Scott, ce qui l'a fait connaître du grand public. Après cela, elle joue dans un épisode de Drop Dead Diva, et le film  Don't Know Yet.
Elle vit actuellement en Floride avec son mari, Brendan Kirsch, qu'elle a rencontré sur le plateau de la série Les Frères Scott (il était coordinateur sportif pour la série). Ils se marient en 2011 et ont un petit garçon appelé Flynn Robert Kirsch né le 11 juillet 2014.

## Filmographie

### Cinéma
- 2008 : Who Do You Love? : Sheva Chess
- 2013 : Don't Know Yet : Automn

### Télévision
- 2008 - 2012 : Les Frères Scott (One Tree Hill) : Millicent Huxtable (saison 5 à 9)
- 2013 : Drop Dead Diva : Rachel McMann (épisode 10 saison 5)